# گروه جایپی
گروه جایپی (به انگلیسی: Jaypee Group) شرکت خوشه‌ای هندی است، که در حوزه‌های ساخت‌وساز و خدمات مهندسی، توزیع برق، توسعه املاک و مستغلات، خدمات هتل‌داری و مهمان‌نوازی فعالیت می‌کند. 
شرکت جایپی در سال ۱۹۷۹ توسط جایپراکاش گاور تأسیس شد. دفتر مرکزی این شرکت در شهر نویدا، هند قرار دارد و بخشی از سهام آن در بازار بورس اوراق بهادار بمبئی دادوستد می‌شود.